# Ochranné pásmo památného stromu
Ochranné pásmo památného stromu zabezpečuje strom před škodlivými vlivy z okolí. V České republice je tento způsob ochrany stanoven zákonem České národní rady číslo 114/1992 Sb. o ochraně přírody a krajiny. který přijala Česká národní rada. 
Ochranné pásmo kolem stromu v případě potřeby vymezuje instituce, která strom za památný prohlásila. Pokud tato instituce ochranné pásmo speciálně nevymezí, pak má každý z památných stromů podle § 46 zákona 114/1992 Sb. základní ochranné pásmo  ve tvaru kruhu o poloměru desetinásobku průměru kmene měřeného ve výši 130 cm nad zemí.
V ochranném pásmu není dovolena žádná pro památný strom škodlivá činnost, například výstavba, terénní úpravy, odvodňování, chemizace. Stanovené činnosti a zásahy lze v ochranném pásmu provádět jen s předchozím souhlasem orgánu ochrany přírody.